# Kanonloppet 1963
Kanonloppet 1963 je bila deseta neprvenstvena dirka Formule 1 v sezoni 1963. Odvijala se je 11. avgusta 1963 na švedskem dirkališču Karlskoga Circuit. 

## Dirka
| Poz | Dirkač                  | Moštvo                        | Konstruktor        | Čas/Odstop      | Št. m. | Heat 1/2  |
| --- | ----------------------- | ----------------------------- | ------------------ | --------------- | ------ | --------- |
| 1   | Jim Clark               | Team Lotus                    | Lotus-Climax       | 1:04:26.7       | 2      | 1. / 3.   |
| 2   | Trevor Taylor           | Team Lotus                    | Lotus-Climax       | + 35.0s         | 3      | 2. / 2.   |
| 3   | Jack Brabham            | Brabham Racing Organisation   | Brabham-Climax     | + 45.5s         | 1      | 3. / 1.   |
| 4   | Denny Hulme             | Brabham Racing Organisation   | Brabham-Climax     | 39 krogov       | 5      | 4. / 5.   |
| 5   | Jo Bonnier              | Rob Walker Racing Team        | Cooper-Climax      | 39 krogov       | 4      | 5. / 4.   |
| 6   | Masten Gregory          | Tim Parnell                   | Lotus-BRM          | 38 krogov       | 7      | 7. / 6.   |
| 7   | Carel Godin de Beaufort | Ecurie Maarsbergen            | Porsche            | 38 krogov       | 8      | 6. / 7.   |
| 8   | Bob Anderson            | DW Racing Enterprises         | Lola-Climax        | 38 krogov       | 6      | 8. / 9.   |
| 9   | Ian Raby                | Ian Raby (Racing)             | Gilby-BRM          | 37 krogov       | 9      | 9. / 8.   |
| 10  | André Pilette           | Tim Parnell                   | Lotus-Climax       | 37 krogov       | 12     | 11. / 10. |
| 11  | David Prophet           | David Prophet                 | Brabham-Ford       | 37 krogov       | 11     | 12. / 11. |
| 12  | Clement Barrau          | Clement Barrau                | Lotus-Climax       | 34 krogov       | 13     | 13. / 12. |
| Ods | Ernst Maring            | Kurt Kuhnke                   | BKL Lotus-Borgward | Trčenje         | 10     | 10. / Ods |
| Ods | Kurt Kuhnke             | Kurt Kuhnke                   | BKL Lotus-Borgward | Motor           | 14     | 14. / Ods |
| DNS | Ron Carter              | Tim Parnell                   | Lotus-Climax       |                 |        |           |
| DNS | Dan Gurney              | Brabham Racing Organisation   | Brabham-Climax     |                 |        |           |
| DNS | Chris Amon              | Reg Parnell (Racing)          | Lola-Climax        | Brez dirkalnika |        |           |
| DNS | Tony Settember          | Scirocco-Powell (Racing Cars) | Scirocco-BRM       |                 |        |           |
| DNS | Ian Burgess             | Scirocco-Powell (Racing Cars) | Scirocco-BRM       |                 |        |           |

- Najboljši štartni položaj: Jack Brabham - 1:22.6
- Najhitrejši krog:
  - Heat 1: Jim Clark - 1:30.6
  - Heat 2: Jack Brabham - 1:36.1